# Серафинович, Леокадия
Леокадия Серафинович (23 февраля 1915, Ионава, Литва — 24 ноября 2007, Пущиково (Познанский повят, Польша) — польская артистка театра кукол и театра для детей; актриса-кукловод, режиссёр, сценограф, автор пьес, адаптаций для театра и кино. Директор и художественный руководитель Театра куклы и актёра «Марцинек» в Познани (1960—1976 гг.), организатор множества мероприятий, связанных с развитием и продвижением польского театра кукол и театра для детей (например, проходящей в Познани с 1973 года Биеннале искусства для детей); одна из основателей и первый председатель польского отделения Международной ассоциации театров для детей и молодежи АССИТЕЖ (1981—1982), почетный член Международного союза деятелей кукольных театров UNIMA (с 2000 года).
За свою творческую, организаторскую и популяризаторскую деятельность получила ряд наград, в том числе Золотую медаль за художественные поиски в театральной сценографии на II Квадриеннале сценографии в Праге (1971), Орден Улыбки (1978) и Офицерский крест Ордена Возрождения Польши (1985).

## Ранние годы и образование
Леокадия Серафинович родилась в Ионаве (Литва) 23 февраля 1915 года в польской семье с патриотическими традициями. Училась живописи на факультете изящных искусств Университета Стефана Батория в Вильно (1937—1939). После окончания Второй мировой войны перебралась в Польшу в рамках репатриационной акции. Продолжила обучение в Университете Николая Коперника в Торуне(1945—1948), где в 1951 году защитила дипломную работу по классу живописи. В 1954 году экстерном сдала экзамен по актёрскому (кукольному) мастерству. В 1961 году получила полномочия режиссёра театра кукол.

## Карьера

### Краков, Вроцлав, Бельско-Бяла
В 1948—1956 годах работала в Театре кукол «Гротеска» в Кракове актрисой и ассистенткой Владислава Яремы (которого такие историки театра, как Хенрик Юрковский, причисляют к наиболее выдающимся артистам послевоенного польского кукольного театра). Здесь же она делала первые шаги как самостоятельный режиссёр. В 1956—1958 годах была художественным руководителем Кукольной сцены Театра «Розмаитости» во Вроцлаве, где совершенствовала режиссёрское мастерство и дебютировала в качестве сценографа. В 1958—1960 годах работала режиссёром и сценографом в Театре кукол «Банялука» в Бельско-Бяле, где среди прочего ставила спектакли по собственным пьесам «О солнышке, сороке и гномах» (1958) и «Профессор Сердечко» (1960), которые она писала под псевдонимом Доминика.

### Познанский Театр куклы и актёра «Марцинек»
В 1960—1976 годах Серафинович была директором, а с 1976 по 1980 год — художественным руководителем Театра куклы и актёра «Марцинек» в Познани, который быстро стал одной из важнейших кукольных сцен в Польше и одним из самых известных польских театров за рубежом. О большом значении этого театра свидетельствуют многочисленные награды, завоеванные на польских и международных фестивалях. Это мнение подтверждают также исследователи истории польского кукольного театра (Марек Вашкель, Хенрик Юрковский).
В программке к спектаклю «О солнышке, сороке и гномах» она писала, что театр для детей должен знакомить маленьких зрителей с языком искусства, должен учить их условностям искусства, обязан развивать в детях эстетическое чувство, обогащать их воображение.
Будучи директором и художественным руководителем, она воплощала эти принципы в жизнь и создавала театр для детей и молодежи, поднимавший актуальные общественные темы при помощи современных средств художественной выразительности. Считая театр для детей и молодежи «театром для человека будущего», она выстраивала репертуар так, чтобы спектакли повествовали о сложности жизни и мироустройства, а также учили критически мыслить. Задача, которую осуществляли кукольники, связанные с «Марцинеком», заключалась в воспитании будущей аудитории современного искусства. Таким образом, Леокадия Серафинович не только создала художественный театр для детей, но и также способствовала укреплению позиций кукольного театра как искусства, адресованного и молодежи, и взрослым. Благодаря её усилиям «Марцинек» одним из первых среди польских театров кукол начал регулярно выпускать спектакли для взрослых..
При Леокадии Серафинович отличительной чертой познанской кукольной сцены стало высокое художественное качество спектаклей как на пластическом, музыкальном, так и на литературном уровнях. Это подтверждает тот факт, что в «Марцинеке» работали признанные и многократно награждавшиеся художники, такие как Войцех Вечоркевич (режиссёр), Ян Бердышак (сценограф), Юзеф Ратайчак (поэт) и Кристина Милобендзкая (поэт, автор театральных пьес). Музыку к познанским спектаклям писали среди прочих: Кшиштоф Пендерецкий, Марек Стаховский, Ежи Милиан и Ежи Курчевский.
По приглашению Серафинович с «Марцинеком» работали и зарубежные деятели кукольного театра: Джетта Донега (Италия), Юлия Огнянова (Болгария), Йозеф Крофта (Чехия), Карел Брожек (Чехия), Франтишек Витек (Чехия) и Вера Ржичаржова (Чехия).
Спектакли Театра куклы и актёра «Марцинек» переводились на следующие языки: английский, французский, испанский, немецкий, итальянский, чешский и эсперанто. Они множество раз были представлены на фестивалях и международных смотрах в Англии, Бельгии, Болгарии, Венгрии, ГДР, Дании, Италии, Канаде, Дания, Мексике, СССР, США, Франции, ФРГ, Хорватии, Чехословакии, Швейцарии и Японии.

#### Избранные спектакли Театра «Марцинек», показанные за границей
- 1967: Про Касю, потерявшую гусей (O Kasi, co gąski zgubiła), либретто: М. Ковнацкая, музыка: Л. Курчевский, постановка: В. Вечоркевич, сценография: Л. Серафинович
- 1968: Храбрейший (Najdzielniejszy), либретто: Э. Шельбург-Зарембина, музыка: К. Пендерецкий и М. Стаховский, постановка: В. Вечоркевич, сценография: Я. Бердышак
- 1969: Сеяла баба мак (Siała baba mak) Кристины Милобендзкой, постановка: Л. Серафинович, сценография: Я.Бердышак
- 1970:Родина(Ojczyzna) Кристины Милобендзкой, постановка: В. Вечоркевич, сценография: Я.Бердышак
- 1970: Гефест (Hefajstos) Анны Свирщиньской, постановка: В. Вечоркевич, сценография: Л. Серафинович
- 1972: Лайконик (Lajkonik), либретто: М. Ковнацкая, музыка: Л. Курчевский, постановка: В. Вечоркевич, сценография: Л. Серафинович
- 1974: Тигрёнок (Tygrysek) Ханны Янушевской, постановка: В. Вечоркевич, сценография: Л.Серафинович
- 1975: Яношик (Janosik) Карела Брожека, Яна В. Дворжака и Кристины Милобендзкой, постановка: Й. Крофта, В. Вечоркевич, К. Брожек, Й. Мокош, сценография: Ф. Витек, Л. Серафинович, В. Ржичаржова, К. Хейцман
- 1976: Дон Кихот (Don Kichot) Мигеля де Сервантеса Сааведры, постановка: Й. Крофта, сценография: Ф. Витек, В. Ржичаржова
- 1977: Птам (Ptam) Кристины Милобендзкой,постановка: Л.Серафинович, сценография: Я.Бердышак

Источник информации:

#### Другие спектакли Театра "Марцинек"признанные сегодня важными
- 1961: Бал у профессора Бончиньского (Bal u profesora Bączyńskiego) Константы Ильдефонса Галчинского; постановка и сценография: Л. Серафинович
- 1961: Песнь о лисе (Pieśń o lisie) Иоганна Вольфганга Гёте; постановка: В. Вечоркевич, сценография: Л. Серафинович
- 1965: Соловей (Słowik) Юзефа Ратайчака; постановка: В. Вечоркевич, сценография: Л. Серафинович
- 1969: Свадьба (Wesele) Станислава Выспяньского; постановка: Л. Серафинович, сценография: Я. Бердышак
- 1970: Ванда (Wanda) Циприана Камиля Норвида; постановка: В. Вечоркевич, сценография: Л. Серафинович

Источник информации:

## Сотрудничество с другими театрами
Леокадия Серафинович работала во многих театрах Польши и других стран. Она ставила спектакли в Румынии (Тигрёнок, 1970) и Чехословакии (Сеяла баба мак…, 1973). Придумала изобразительное решение для спектаклей, поставленных в Болгарии (Мистерия-буфф, 1968), Румынии (Тигрёнок, 1970), Чехословакии (Яношик, 1975), ФРГ (Рейнеке-лис, 1980; Джим Пуговка и машинист, 1987; Король Некто, 1988; JimKopfunddieWilde13, 1988) и России (Сапожник Дратевка, 1996).

## Выставки
Леокадия Серафинович принимала участие в коллективных сценографических выставках в Варшаве (1956, 1962), Венеции (1964), Льеже (1970), Праге (1971), Париже (1972, 1975), Цюрихе (1972) и Будапеште (1996). Кроме того, у неё было много индивидуальных выставок, проходивших в Польше и за границей: свои проекты она представляла в Великобритании (Бристоль, 1986) и Чехословакии (Прага, 1988).